# Equipo privado (automovilismo)

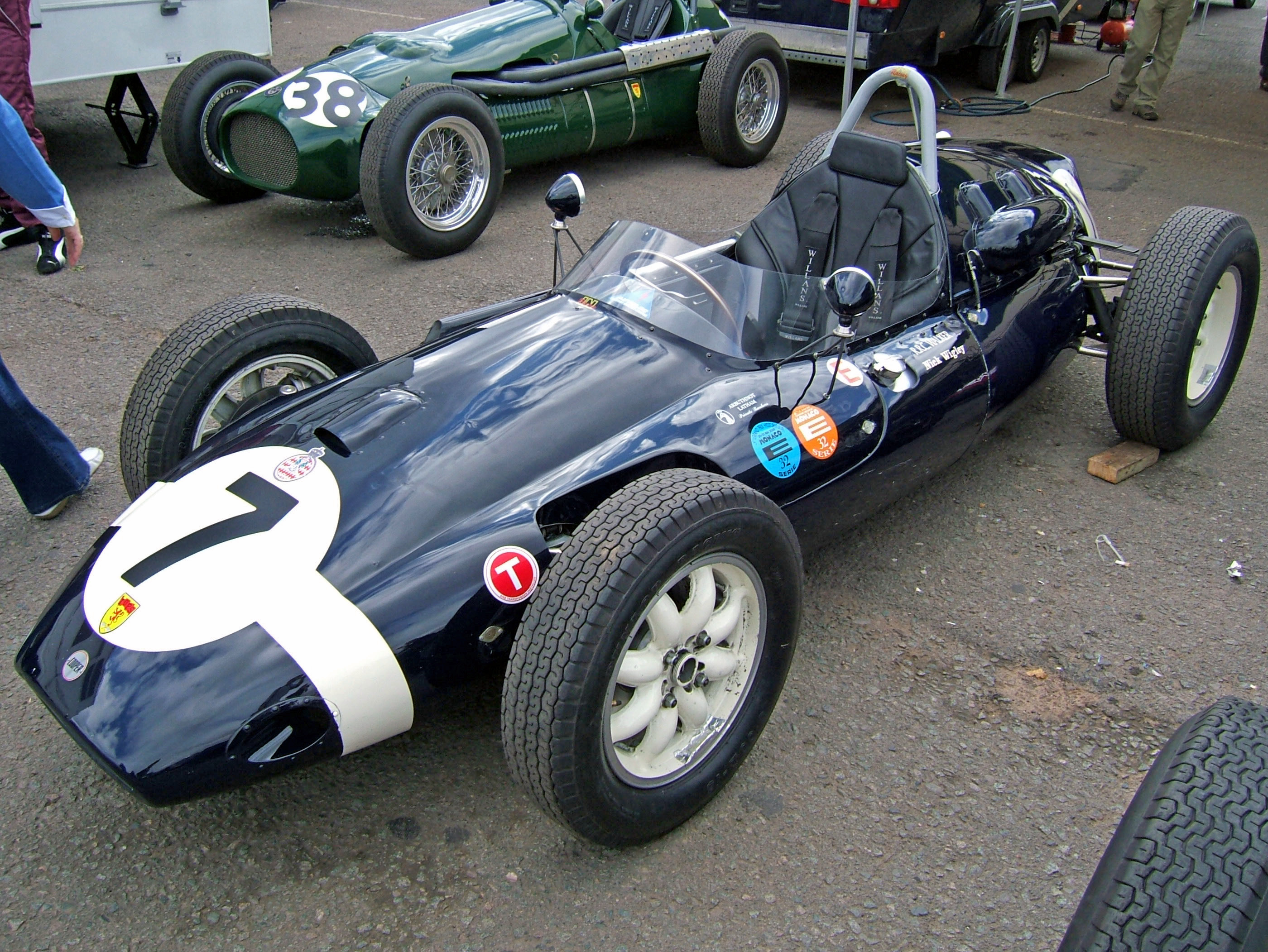
Con nueve victorias en el campeonato mundial, el Rob Walker Racing Team es el equipo privado de Fórmula 1 más exitoso.

Un equipo privado es, en automovilismo, un término que se usa para describir a cualquier participante/equipo de una carrera, que a diferencia de un equipo oficial no es apoyado por ningún fabricante de automóviles. Por lo tanto, un piloto privado es aquel que compite en un equipo privado.
Aunque un equipo privado pueda estar apoyado por una marca o fabricante, la gran diferencia radica en que en el equipo oficial es la marca la que crea el equipo, ficha a los pilotos y mecánicos y mantiene en nómina y se encarga de toda la logística, patrocinio, organización, etc. en cambio en los equipos privados los pilotos son los que costean con todos los gastos y la logística que conlleva participar en una prueba, teniendo que buscarse patrocinadores para ello.
Otra gran diferencia entre un equipo privado y un oficial es la financiación. Por lo general los fabricantes suelen contar con un área o departamento deportivo (Peugeot: Peugeot Sport; Ferrari: Scuderia Ferrari) que gestiona y se encarga de organizar y controlar los equipos que participan en competiciones de automovilismo, o bien con una empresa subcontratada (Ford: M-Sport) que fabrica y provee los vehículos y piezas al equipo, algo que en los equipos privados no existe y son los pilotos directamente los que se encargan de esta labor. De esta manera el equipo oficial apoyado por grandes patrocinadores, cuentan con mayor financiación que los privados.
Se denomina además piloto semioficial, a aquel que compitiendo como privado lo hace con un vehículo alquilado y preparado por una marca oficial, y que aun contando con menos evoluciones y ventajas que los vehículos oficiales, cuenta con más opciones de ganar que cualquier otro piloto privado. Un ejemplo es el Kronos Citroën World Rally Team.

## Rally
Durante años y antes de la aparición de los equipos oficiales en la década de 1950, todos los participantes de una prueba de rally eran pilotos privados. En la década de 1970 y 1980, las diferencias entre los coches oficiales y los privados eran mínimas, por ello vehículos como el Porsche 911 o el Lancia Stratos. En el Campeonato Mundial, los pilotos privados han conseguido ganar hasta la actualidad solamente catorce pruebas entre el que destaca el francés Bernard Darniche que ganó tres entre 1979 y 1981.
En 1999 la FIA creó la FIA Team's Cup, en la que participaron solo pilotos privados con vehículos World Rally Car.
En la actualidad los pilotos privados representan la gran mayoría de los inscritos en las pruebas regionales y nacionales, y los que cuentan con un patrocinador fuerte pueden optar a competir en otras pruebas como el Campeonato de Europa, el WRC 3 o el WRC 2.

### Victorias de privados en el campeonato mundial

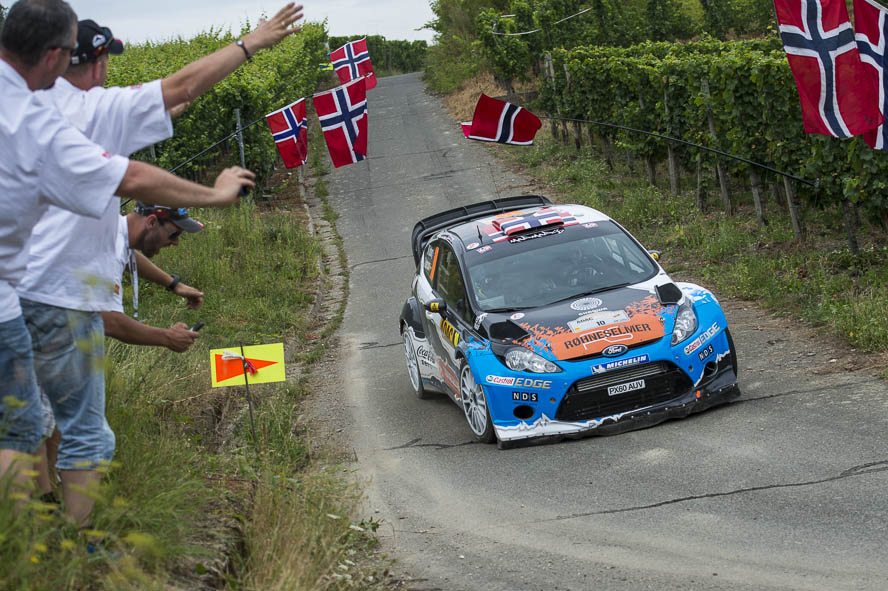
Mads Østberg es el más reciente ganador privado en el WRC, con un Ford Fiesta RS WRC de Adapta World Rally Team.

| Año     | Prueba                           | Piloto              | Vehículo                |
| ------- | -------------------------------- | ------------------- | ----------------------- |
| 1973    | Rally Press on Regardless        | Walter Boyce        | Toyota Corolla 1600     |
| 1977    | Rally Mil Lagos de 1977          | Kyosti Hämalainen   | Ford Escort RS 1800     |
| 1978    | Rally de Montecarlo de 1978      | Jean Pierre Nicolas | Porsche 911 SC          |
| 1979    | Rally de Montecarlo de 1979      | Bernard Darniche    | Lancia Stratos          |
| 1979    | Rally de San Remo                | Tony Fassina        | Lancia Stratos          |
| 1979    | Rally de Córcega de 1979         | Bernard Darniche    | Lancia Stratos          |
| 1980    | Rally de Córcega de 1980         | Jean-Luc Thérier    | Porsche 911 SC          |
| 1981    | Rally de Córcega de 1981         | Bernard Darniche    | Lancia Stratos          |
| 1986    | Rally de Portugal de 1986        | Joaquim Moutinho    | Renault 5 Turbo         |
| 1987    | Rally de Córcega de 1987         | Bernard Béguin      | BMW M3                  |
| 1987    | Rally de Nueva Zelanda de 1987   | Franz Wittmann      | Lancia Delta HF 4WD     |
| 1990    | Rally de Costa de Marfil de 1990 | Patrick Tauziac     | Mitsubishi Galant VR4   |
| 1993    | Rally de San Remo de 1993        | Gianfranco Cunico   | Ford Escort RS Cosworth |
| 2012    | Rally de Portugal de 2012        | Mads Østberg        | Ford Fiesta RS WRC      |
| Fuente: |                                  |                     |                         |

## Fórmula 1
En el campeonato mundial, los equipos privados han tenido éxitos moderados. Solo dos equipos totalmente privados lograron vencer un Gran Premio. Rob Walker Racing Team es el más exitoso, con nueve victorias entre 1953 y 1970, utilizando monoplazas de Cooper, Lotus y Brabham, entre otros. Por otro lado, está el equipo FISA, que venció en el Gran Premio de Italia de 1961 (su única participación) con Giancarlo Baghetti en un Ferrari alistado en gran medida por la fábrica.
Aunque no es considerado un equipo privado, también se puede mencionar al equipo Tyrrell Racing y su victoria en el Gran Premio de España de 1970 con Jackie Stewart en un March, en el lapso entre que el equipo se separó de Matra y que comenzó a crear sus propios chasis.